# 木畑洋一
木畑 洋一（きばた よういち、1946年10月11日 - ）は、日本の歴史学者。専門は、イギリス現代史・国際関係史。東京大学名誉教授、成城大学名誉教授。

## 経歴
岡山県生まれ。岡山県立岡山操山高等学校を経て、1968年イギリス・ウォーリック大学留学（サンケイスカラシップ）の後、1970年東京大学教養学部イギリス分科を卒業、1972年同大学院社会学研究科国際関係論専攻修士課程修了、同年博士課程を中退し、東京大学教養学部助手に就任する。
1977年東京外国語大学専任講師、1982年同助教授を経て1983年より東京大学教養学部助教授、1992年同教授。2002年から2004年まで東京大学評議員、2005年から2007年まで大学院総合文化研究科長・教養学部長、歴史学研究会委員長を務めた。2009年に定年退任し、2016年まで成城大学法学部教授を務める。
1997年『帝国のたそがれ』で、大平正芳記念賞を受賞。2012年秋、紫綬褒章受章。

## 人物
左派歴史学者であり、自由主義史観研究会批判、新しい歴史教科書をつくる会批判、沖縄戦集団自決の教科書記述削除反対、日韓併合の不当を主張する「2015年日韓歴史問題に関して日本の知識人は声明する」、慰安婦への加害の事実と真摯に向き合い被害者に対する誠実な対応をとることを求めるなどのアピールや声明に名を連ねてきた。

## 著書

### 単著
- 『支配の代償――英帝国の崩壊と「帝国意識」』東京大学出版会、1987年
- 『日独伊三国同盟と第二次大戦』岩波書店［岩波ブックレット］、1988年
- 『帝国のたそがれ――冷戦下のイギリスとアジア』東京大学出版会、1996年
- 『国際体制の展開』山川出版社［世界史リブレット］、1997年
- 『第二次世界大戦――現代世界への転換点』吉川弘文館「歴史文化ライブラリー」、2001年
- 『イギリス帝国と帝国主義―比較と関係の視座』有志舎、2008年
- 『二〇世紀の歴史』岩波新書、2014年
- 『チャーチル―イギリス帝国と歩んだ男』山川出版社［世界史リブレット人］、2016年
- 『帝国航路（エンパイアルート）を往く　イギリス植民地と近代日本』「シリーズ日本の中の世界史」岩波書店、2018年

### 共著
- （油井大三郎・伊藤定良・高田和夫・松野妙子）『世紀転換期の世界―帝国主義支配の重層構造』（未來社、1989年）
- （和田春樹ほか全8名）『東アジア近現代通史―19世紀から現在まで（上・下）』（岩波現代全書、2014年）
- （南塚信吾・油井大三郎・山田朗）『軍事力で平和は守れるのか―歴史から考える』（岩波書店、2023年）

### 編著
- 『大英帝国と帝国意識――支配の深層を探る』（ミネルヴァ書房、1998年）
- 『「南」から見た世界（6）グローバリゼーション下の苦闘――21世紀世界像の探究』（大月書店、1999年）
- 『講座戦争と現代（2）20世紀の戦争とは何であったか』（大月書店、2004年）
- 『ヨーロッパ統合と国際関係』（日本経済評論社、2005年）
- 『イギリス帝国と20世紀（5）現代世界とイギリス帝国』（ミネルヴァ書房、2007年）

### 共編著
- （村岡健次）『世界歴史大系 イギリス史（3巻）近現代』（山川出版社、1991年）
- （佐々木隆爾・高嶋伸欣・深澤安博・山崎元・山田朗）『ドキュメント 真珠湾の日』（大月書店、1991年）
- （尾形勇・樺山紘一）『20世紀の歴史家たち・世界編（上・下）』（刀水書房、1997年）
- （川北稔）『イギリスの歴史――帝国＝コモンウェルスのあゆみ』（有斐閣、2000年）
- （イアン・ニッシュ、細谷千博、田中孝彦）『日英交流史 1600-2000――政治・外交（1・2）』（東京大学出版会、2000年）
- （山内久明・草光俊雄）『ヨーロッパの文化と社会―イギリスを中心として』（放送大学教育振興会、2002年）
- （小菅信子、フィリップ・トウル）『戦争の記憶と捕虜問題』（東京大学出版会、2003年）
- （佐々木雄太）『イギリス外交史』（有斐閣、2005年）
- （車河淳）『日韓歴史家の誕生』（東京大学出版会、2008年）
- （後藤春美）『帝国の長い影――20世紀国際秩序の変容』（ミネルヴァ書房、2010年）
- （秋田茂）『近代イギリスの歴史――16世紀から現代まで』（ミネルヴァ書房、2011年）
- （南塚信吾・小谷汪之）『座談会 世界史の中の安倍政権』（日本経済評論社、2015年）
- （宮島喬・小川有美）『ヨーロッパ・デモクラシー　危機と転換』（岩波書店、2018年）
- （南塚信吾・小谷汪之）『歴史はなぜ必要なのか―「脱歴史時代」へのメッセージ』（岩波書店、2022年）
- 『岩波講座世界歴史』（岩波書店、2021 - 2023年）、編集委員：第3次版・全24巻

### 訳書
- E・J・ホブズボーム『反乱と革命 同時代論集Ⅱ』（未來社、1979年）- 斉藤孝と共訳、
- アーノ・マイヤー『ウィルソン対レーニン―新外交の政治的起源 1917-1918年（1・2）』（岩波書店、1983年） - 斉藤孝と共訳
- P・J・ケイン、A・G・ホプキンズ『ジェントルマン資本主義の帝国（2）危機と解体 1914-1990』（名古屋大学出版会、1997年）- 旦祐介と共訳
- カール・ポランニー『経済の文明史－ポランニー経済学のエッセンス』筑摩書房〈ちくま学芸文庫〉、2003年 - 玉野井芳郎・平野健一郎・石井溥・長尾史郎・吉沢英成らとの共訳
- エリック・ホブズボーム『破断の時代　20世紀の文化と社会』（慶應義塾大学出版会、2015年）- 後藤春美・菅靖子・原田真見と共訳
- リチャード・J．エヴァンズ『エリック・ホブズボーム―歴史の中の人生（上・下）』（岩波書店、2021年）、監訳